# One & Two & Rock & Roll
《One & Two & Rock & Roll》은 2004년 7월 9일에 발매된 오! 부라더스의 세 번째 앨범이다. 〈시원한 바닷물에 퐁당 빠진 로맨스〉가 뮤직 비디오로 제작되었다.

## 수록곡 목록
1. 어제와 다른 너의 마음
2. Rock Rock Rock Rock and Roll
3. 나의 Baby
4. 시원한 바닷물에 퐁당 빠진 로맨스
5. 발걸음 가볍게
6. Kiss로 위로해
7. Waiting Boogie
8. 미안해
9. 너와 나
10. 야광시계
11. 나의 캐딜락
12. Tafka Buddah Remix

## 참여 멤버
- 최성수: 보컬
- 쟈니: 기타
- 이성문: 베이스 기타
- 이성배: 색소폰
- 윤주현: 드럼